# Bahnhof Woolwich Arsenal

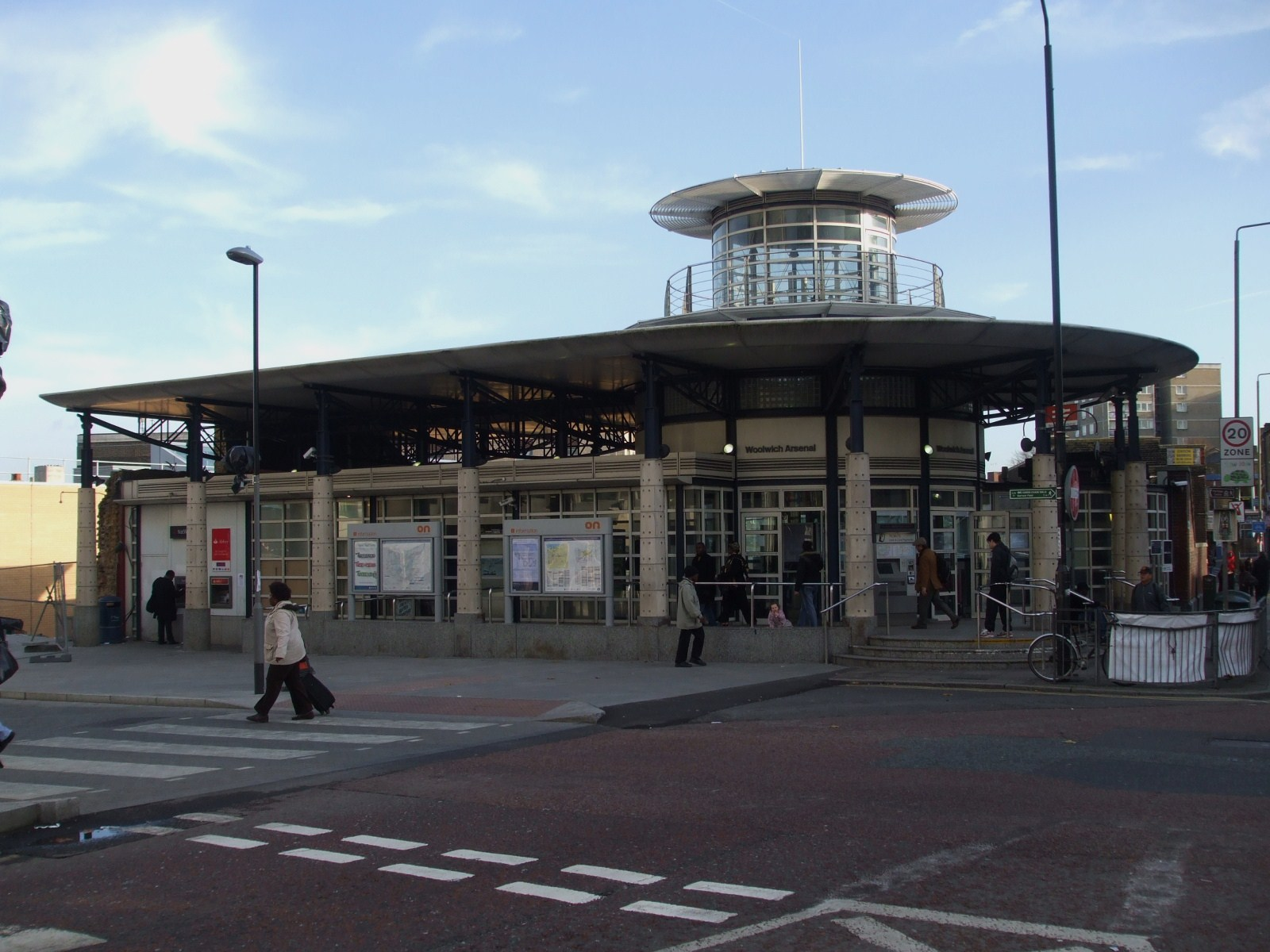
Bahnhof Woolwich Arsenal

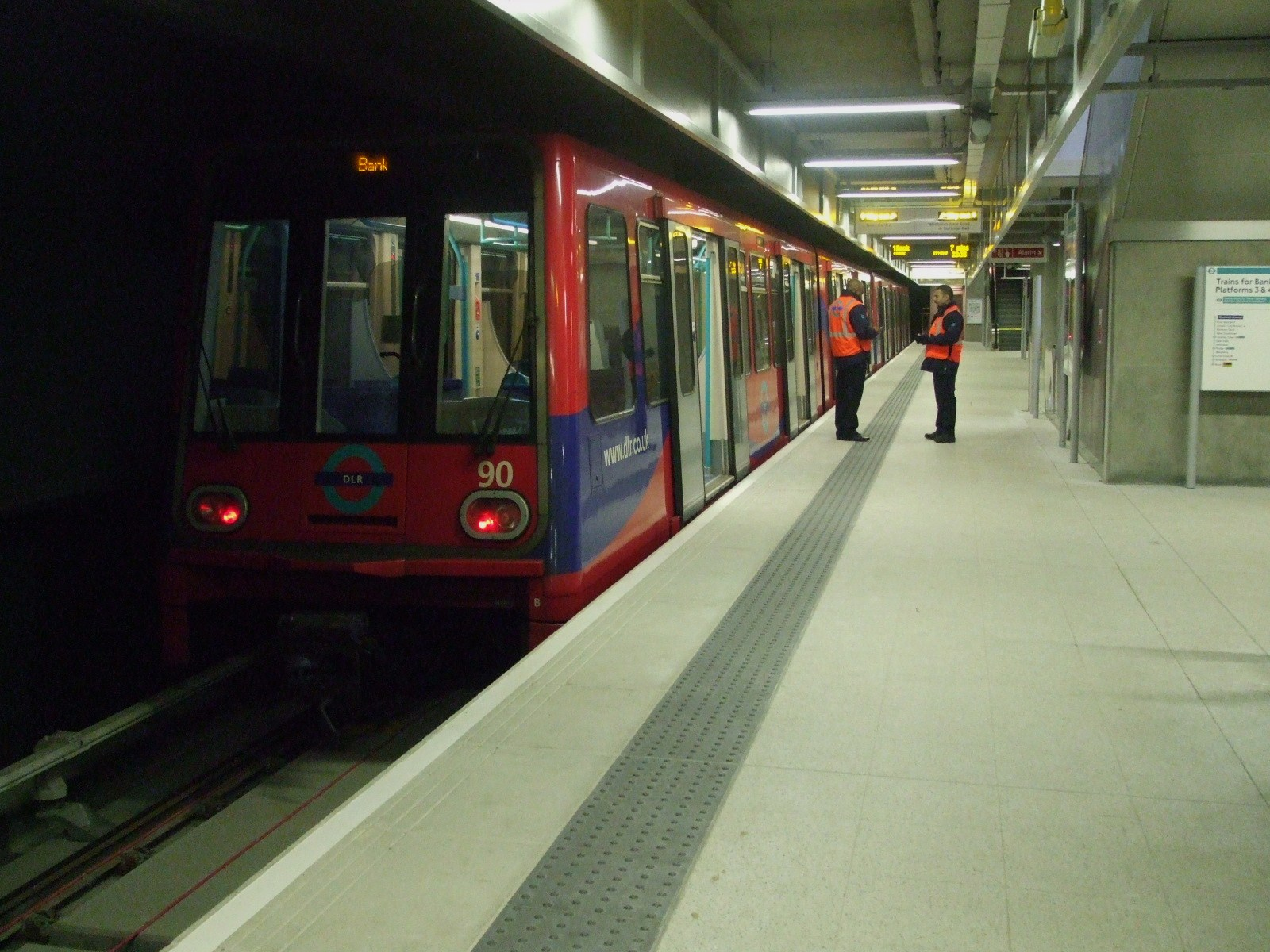
Tunnelbahnsteig der Docklands Light Railway

Woolwich Arsenal ist ein Bahnhof im Londoner Stadtbezirk Royal Borough of Greenwich. Er liegt in der Travelcard-Tarifzone 4 an der Woolwich New Road im Stadtteil Woolwich. Im Jahr 2013 nutzten ihn 3,724 Millionen Fahrgäste.
Der Bahnhof wird durch Züge der Gesellschaft Southeastern bedient. Diese verkehren auf der North Kent Line von Charing Cross im Stadtzentrum Londons nach Dartford und Medway im nördlichen Kent. Außerdem ist Woolwich Arsenal die südöstliche Endstation der Docklands Light Railway (DLR).

## Geschichte
Die Eröffnung des Bahnhofs erfolgte im Jahr 1849 durch die South Eastern Railway. Das Bahnhofsgebäude wurde zweimal durch einen Neubau ersetzt: 1906 durch ein Gebäude aus Ziegelsteinen, 1996 durch eine moderne Stahl-Glas-Konstruktion. Im Auftrag von Transport for London wurde eine Zweigstrecke der Docklands Light Railway bis hierhin verlängert. Es entstand ein Tunnel, der von der Station King George V ausgehend die Themse unterquert. Die Bauarbeiten begannen im Juni 2005, die Eröffnung erfolgte am 12. Januar 2009.
Während der Olympischen Sommerspiele 2012 war Woolwich Arsenal Zielstation für Besucher der Schießwettbewerbe in den nahe gelegenen Royal Artillery Barracks.
Im Zuge des Projekts Crossrail entstand rund 200 Meter nördlich ein unterirdischer Bahnhof für diese S-Bahn-Verbindung durch die Innenstadt. Er wurde am 24. Mai 2022 eröffnet. Einen direkten Übergang zum neuen Bahnhof gibt es nicht.